# Dai (volk)
De Dai (of Thai volken van China) is de officiële naam van een etnische groep in Xishuangbanna en Dehong in de Yunnan provincie van China. De etnische groep komt ook voor op Laos, Vietnam, Thailand en Myanmar.
Het volk is gerelateerd aan het Thai volk in Thailand. De twee belangrijkste talen zijn Tai Lü en Tai Nua. De twee andere talen zijn Tai Pong and Tai Dam. De godsdienst van de Dai volken is animistisch en Theravada boeddhisme.
Achang · Akha · Bai · Baima · Blang (Bulong) · Bonan · Buyi · Dai · Daur · De'ang · Dong · Dongxiang · Drung · Evenken · Gaoshan (Taiwanese aboriginals) · Gelao · Gin (Vietnamezen) · Han · Hani · Hlai (Li) · Hui · Jingpo · Jino · Kazachen · Kirgiezen · Koreanen · Lahu · Lhoba · Lisu · Mantsjoes · Maonan · Miao (Hmong) · Mongolen · Monpa (Menba) · Mulam (Mulao) · Nanai (Hezhe) · Naxi · Nu · Oeigoeren · Oezbeken · Oroqen · Pumi · Qiang · Russen · Salar · She · Sui · Tadzjieken · Tataren · Tibetanen (Zang) · Tu · Tujia · Wa (Va) · Yao · Yi · Yugur · Xibe · Zhuang